# Nagda
Nagda è una suddivisione dell'India, classificata come municipality, di 96.525 abitanti, situata nel distretto di Ujjain, nello stato federato del Madhya Pradesh. In base al numero di abitanti la città rientra nella classe II (da 50.000 a 99.999 persone).

## Geografia fisica
La città è situata a 23° 26' 60 N e 75° 25' 0 E e ha un'altitudine di 467 m s.l.m.

## Società

### Evoluzione demografica
Al censimento del 2001 la popolazione di Nagda assommava a 96.525 persone, delle quali 50.306 maschi e 46.219 femmine. I bambini di età inferiore o uguale ai sei anni assommavano a 13.401, dei quali 7.065 maschi e 6.336 femmine. Infine, coloro che erano in grado di saper almeno leggere e scrivere erano 66.763, dei quali 38.900 maschi e 27.863 femmine.